# Aanslag in Tel Aviv op 8 juni 2016
Bij de aanslag in Tel Aviv op 8 juni 2016 ging het volgens de Israëlische autoriteiten om een terroristische aanslag.
In de avond van 8 juni 2016 openden twee Palestijnse mannen omstreeks 9 uur 's avonds het vuur op voorbijgangers van een restaurant in het centrum van Tel Aviv. Bij de aanslag vielen vier doden en drie gewonden. De daders sloegen na de aanslag op de vlucht. Na een achtervolging door de politie werden beide daders gearresteerd, een van hen raakte gewond. De geweren die zij gebruikten voor de aanslag waren zelfgemaakt en gebaseerd op het Carl Gustav machinegeweer, dat in de Tweede Wereldoorlog door Zweden werd gefabriceerd, wat een hoger dodental deed voorkomen.. De aanslag was de ernstigste in zes maanden in Tel Aviv, sinds in januari van hetzelfde jaar in Tel Aviv drie doden waren gevallen.
De daders waren twee neven van begin twintig en afkomstig uit Yatta op de Westelijke Jordaanoever.

## Collectieve straf
De volgende avond hield premier Benjamin Netanyahu, vergezeld van minister van Defensie Avigdor Lieberman en minister van Binnenlandse Veiligheid Gilad Erdan op de plek van de aanslag een persconferentie. Daarin meldde hij dat de medeplichtigen waren gearresteerd, en dat een serie aanvallende stappen zouden worden ondernomen: De vergunningen (bekend als ‘Ramadanvergunningen’) van 83.000 Palestijnen van de Westelijke Jordaanoever voor toegang tot Israël werden tijdelijk ingetrokken. Ook werd de stad Yatta, waar de verdachten vandaan kwamen, door militairen van de buitenwereld afgesloten en vonden arrestaties en verhoren plaats. Ook vergunningen voor inwoners uit de Gazastrook om te bidden op de Haram Al-Sharif in Jeruzalem werden opgeschort.

## Reacties
De burgemeester van Tel Aviv verklaarde op 9 juni voor de legerradio "dat de bezetting de oorzaak is van Palestijns terreur. Dat Israël misschien wel het enige land ter wereld is dat een ander volk bezet houdt zonder burgerrechten. Dat dergelijke maatregelen niet de juiste manier zijn, maar dat moed nodig is om een (vredes)akkoord te bereiken."
Reagerend op de aanslag drong de State Department woordvoerder in de VS er bij Israël op aan geen onschuldige Palestijnen te straffen en dat Israël zich moet realiseren wat de impact is op het dagelijks leven wat Palestijnen proberen te leiden.